# Eauze
Eauze este o comună în departamentul Gers din sudul Franței. În 2009 avea o populație de 3.953 de locuitori.

## Evoluția populației
| An        | 1975  | 1982  | 1990  | 1999  | 2006  | 2009  |
| --------- | ----- | ----- | ----- | ----- | ----- | ----- |
| Populație | 4.393 | 4.298 | 4.137 | 3.881 | 3.923 | 3.953 |